# Salmo 2

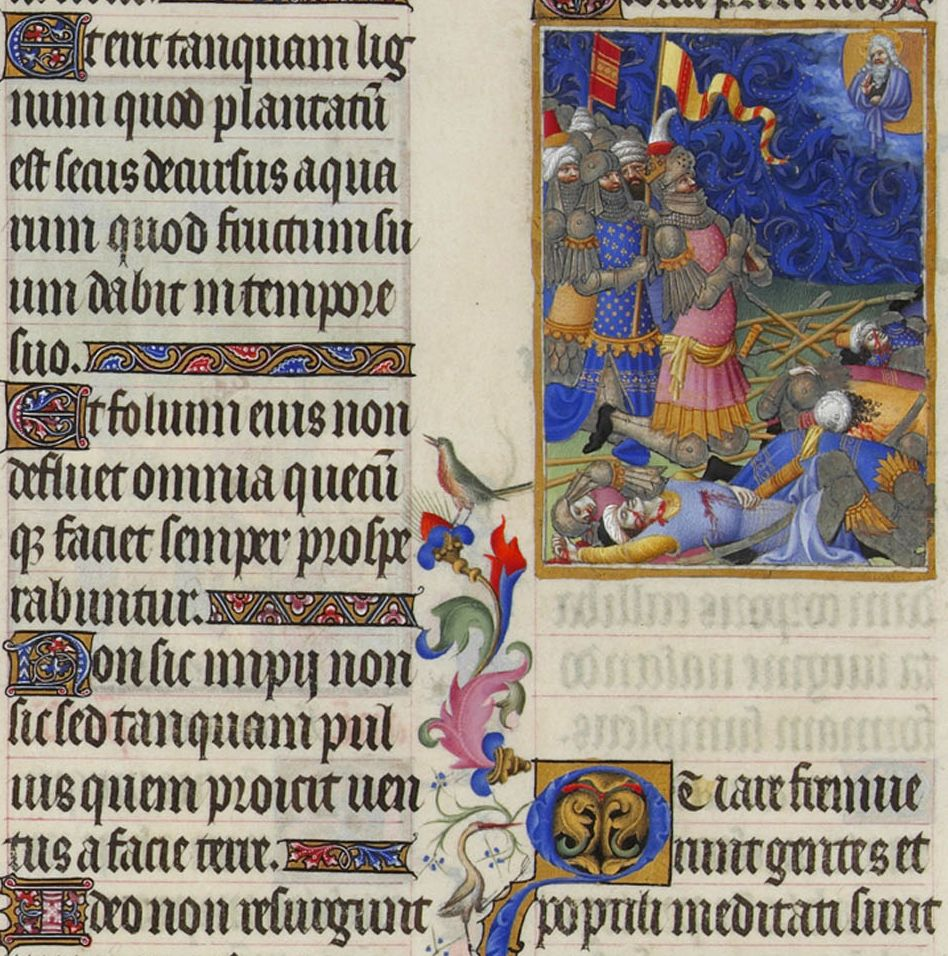
Inizio del salmo 2 ne Les Très Riches Heures du duc de Berry, musée Condé, Chantilly. La miniatura rappresenta David che ringrazia Dio.

Il Salmo 2 fa parte della raccolta dei 150 Salmi sia nella Tanakh ebraica che nell'Antico Testamento cristiano.
Appartiene al gruppo dei salmi regali e riveste un'importanza particolare per la lettura messianica che ne è stata fatta e per la nuova interpretazione datane nel Nuovo Testamento.

## Composizione iniziale
È stato probabilmente composto in occasione di qualche vittoria del re. Il salmo infatti sembra rievocare poeticamente la congiura contro il re e la sua netta vittoria sostenuta in modo decisivo da Dio. Particolarmente significativo è il versetto: 
 perché parzialmente ripreso in occasione del Battesimo di Gesù.

## Critica testuale
Nel testo ebraico il verbo "essere" rimane sottinteso, mentre viene esplicitato in greco dalla Septuaginta, così come nella bibbia di re Giacomo del 1611.

## Lettura messianica
In una seconda lettura, quando la monarchia ha avuto termine nella storia del popolo ebraico, il salmo ha alimentato le speranze messianiche ed è stato visto come anticipazione dei requisiti del Messia futuro. In particolare la figliolanza divina è prerogativa particolare del Messia.

## Interpretazione del Nuovo Testamento
Il Nuovo Testamento ha riletto il salmo attribuendolo a Gesù Cristo visto come il Messia atteso ed il realizzatore delle speranze ebraiche.

Nei Vangeli, quando viene descritto il battesimo di Gesù, si ode una voce dal cielo che riprende le parole del salmo: 

Nel libro degli Atti degli Apostoli Paolo, predicando nella sinagoga di Antiochia di Pisidia, afferma la resurrezione di Gesù Cristo e a sostegno della sua tesi cita il salmo: 

Questa stessa frase del salmo viene ripresa dalla Lettera agli Ebrei per indicare la superiorità di Gesù Cristo rispetto agli angeli: 
Nello stesso senso, Salmo 2 è citato anche in Atti 4:25-28. 
Salmi 2:9 è citato anche per due volte nell'Apocalisse di san Giovanni: in Apocalisse 2:27 e Apocalisse 19:15.